# 3554 Amun
3554 Amun è un asteroide near-Earth del diametro medio di circa 2,48 km. Scoperto nel 1986, presenta un'orbita caratterizzata da un semiasse maggiore pari a 0,9736326 UA e da un'eccentricità di 0,2804808, inclinata di 23,36199° rispetto all'eclittica.
Dal 14 aprile all'11 luglio 1987, quando 3607 Naniwa ricevette la denominazione ufficiale, è stato l'asteroide denominato con il più alto numero ordinale. Prima della sua denominazione, il primato era di 3499 Hoppe.
L'asteroide è dedicato ad Amon, una delle maggiori divinità egizie.